# 威廉·布萊恩·阿瑟
威廉·布萊恩·阿瑟（William Brian Arthur，1945年7月31日—），是名经济学家，曾提出報酬遞增理論（Increasing returns）。他在北加州生活和工作了很多年。他是与复杂理论（complexity theory）、技术和金融市场相关的经济学权威。他曾在圣菲研究所任教，并在帕羅奧多研究中心的智慧型系統實驗室担任访问研究员。他被視为是厄爾法羅酒吧問題的发明者。

## 复杂理论
阿瑟是新兴领域复杂理論的早期研究者。具体来说，他的复杂理論研究集中在「高科技经济学」、高科技时代裡，企业如何发展、经济中的认知，以及金融市场。 

## 科技如何演化
亚瑟，在其著作《科技的本质：它是什么以及它如何演化》（The Nature of Technology: What it Is and How it Evolves）中，認為科技會演化，类似生物学中的达尔文演化论（但主要机制并非达尔文的理论）。阿瑟主張科技是从早期的现有形式演化而来。他進一步主張，经济不仅是这些创新的容器，更是新技术发展的结果。 